# Homer Burton Adkins
Pour les articles homonymes, voir Adkins.
Homer Burton Adkins (16 janvier 1892 à Newport, Washington County, Ohio (en)- 10 août 1949 à Madison, Wisconsin) était un chimiste américain qui étudia l'hydrogénation de composés organiques. Il était considéré comme le chef de file dans son domaine et une autorité mondiale en matière d'hydrogénation des composés organiques. Adkins est connu pour son travail en temps de guerre, où il expérimenta des gaz toxiques. Il est décédé en 1949.

## Début de carrière
Adkins est né le 16 janvier 1892 à Newport, Ohio, le fils d'Emily (née Middleswart) et d'Alvin Adkins. Il a passé sa jeunesse dans une ferme avec son frère et sa sœur. Après avoir étudié et terminé ses études secondaires à Newport, il entra à l’Université de Denison. Adkins obtint son diplôme en trois ans et demi. Il passa ensuite trois ans à l'Université de l'Ohio. Il obtint son diplôme de maîtrise en 1916 et son doctorat. en 1918, sous la direction de William Lloyd Evans. Il débuta ensuite une carrière de chimiste de recherche pour le Département de la guerre des États-Unis. Au cours de l'année académique suivante, Adkins fut instructeur en chimie organique à l'Université de l'Ohio et, durant l'été 1919, chercheur en chimie chez E. I. Du Pont De Nemours and Company.
En 1919, Adkins entra à l'Université du Wisconsin-Madison. Il y resta jusqu'à sa mort en 1949, à l'exception de deux étés où il travailla à la Bakelite Corporation en 1924 et 1926 et assuma des responsabilités de 1942 à 1945 en tant qu'administrateur et directeur de recherche du programme de recherche de la Défense nationale. Adkins fut chargé de cours des étudiants diplômés dans une matière intitulée "« Survey of Organic Chemistry »", mais il garda le contact avec les élèves du premier cycle et continua la plupart du temps à donner des conférences dans le premier cours de chimie organique.

## Seconde Guerre mondiale
Tout au long de la Seconde Guerre mondiale, Adkins a axé ses recherches sur les nécessités de la guerre. Beaucoup craignaient que les gaz toxiques soient largement utilisés pendant la Seconde Guerre mondiale, comme ils l'avaient été pendant la Première Guerre mondiale. Le laboratoire d'Adkins au Wisconsin exécuta des recherches sur la guerre chimique. Les documents classés de l'époque montraient Adkins et ses collègues décrivant leurs recherches sur les agents produisant des cloques, des vomissements, des larmoiements et des éternuements. Adkins a également étudié l'élimination des effets des poisons en utilisant différents types de produits chimiques et d'onguents, combinés à des vêtements de protection pour les soldats. . En raison de l'ampleur et de l'effet de ses travaux, Adkins reçut la médaille du mérite en 1948 pour ses études en temps de guerre.
Adkins était une autorité mondiale sur l'hydrogénation des composés organiques et développa le catalyseur d'Adkins en partie sur la base des informations fournies par les chimistes allemands après la Seconde Guerre mondiale en rapport avec le procédé Fischer-Tropsch. Adkins a également inventé le mot hydrogénolyse pour décrire la réaction chimique dans laquelle une molécule est scindée par réaction avec l'hydrogène. Il a développé la Réaction d'Adkins-Peterson (en) avec Wesley J. Peterson.

## Vie privée et mort
Alors qu'il était étudiant à l'Université d'Ohio, Adkins avait épousé Louise Spivey, une camarade de classe à Denison qui enseignait les mathématiques au secondaire. Le couple eut trois enfants: Susanne, Nance et Roger. Il eut trois petits-enfants de Susanne.
Adkins appréciait les activités de loisirs, comme le golf, car il trouvait que c'était relaxant et qu'il avait besoin d'exercice .
L'enseignement, le maintien d'un vaste programme de recherche et la pression du temps de guerre ont pesé lourdement sur les forces d'Adkins . En jouant au golf à la fin du printemps 1949, il subit une crise cardiaque faible. Il pensa qu’il pouvait retarder le traitement. Après une rencontre avec d'autres chimistes intéressés concernant ses recherches, Adkins subit une crise cardiaque plus importante et fut hospitalisé pendant environ un mois. Comme la condition d'Adkins semblait s'améliorer, il fut renvoyé chez lui. Sa santé a soudainement recommencé à s’aggraver rapidement. Affaibli et alité, Adkins est mort le 12 août 1949.

## Prix et distinctions
Au cours de sa vie, Adkins a reçu de nombreux honneurs. Il fut docteur honorifique en sciences de l'Université de Denison, son alma mater, en 1938. Le président Harry S. Truman a décerné à Adkins la Médaille du Mérite. En 1942, Adkins a été reçu comme membre de l'Académie nationale des sciences.

## Héritage
Après sa mort, de nombreux anciens étudiants et amis d'Adkins ont fondé le Homer Adkins Fellowship, qui soutenait un étudiant en chimie de l'Université du Wisconsin .
Le président Edwin B. Fred (en), de l’Université du Wisconsin, a déclaré: «Il a été reconnu comme l’un des principaux chimistes que l’Amérique ait produit. C’est le genre d’homme qui distingue une université». Le président James B. Conant de Harvard a déclaré que "le monde universitaire a subi une perte irréparable".